# 吕费莱博讷
吕费莱博讷（法語：Ruffey-lès-Beaune，法語發音：[ʁyfɛ lɛ bon]，意为“博讷附近的吕费”）是法国科多尔省的一个市镇，属于博讷区。

## 地理
吕费莱博讷（47°1'8"N, 4°54'50"E）面积15.44 平方千米，位于法国勃艮第-弗朗什-孔泰大區科多尔省，该省份为法国中东部省份，北起奥布省，西接涅夫勒省和约讷省，南至索恩-卢瓦尔省，东南接汝拉省，东临上索恩省，东北部与上马恩省接壤。
与吕费莱博讷接壤的市镇（或旧市镇、城区）包括：拉杜瓦-塞里尼、孔贝尔托、默尔桑日、博讷、马里尼莱勒莱、维尼奥勒、维利莱穆蒂耶。

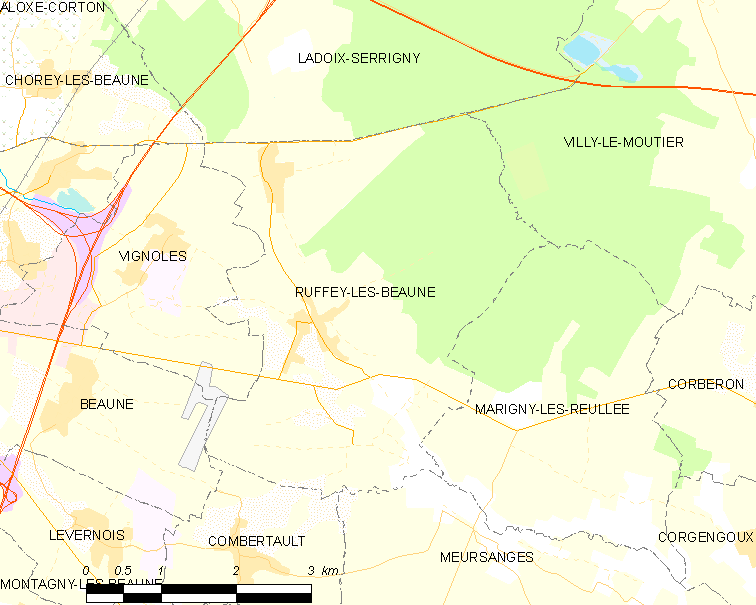
吕费莱博讷的OSM定位图

吕费莱博讷的时区为UTC+01:00、UTC+02:00（夏令时）。

## 行政
吕费莱博讷的邮政编码为21200，INSEE市镇编码为21534。

## 政治
吕费莱博讷所属的省级选区为拉杜瓦-塞里尼县。

## 人口

1962-2008年间吕费莱博讷人口变化图示

吕费莱博讷于2022年1月1日时的人口数量为742人。